# Puente Príncipe Amadeo Saboya Aosta
El puente Principe Amedeo Savoia Aosta (en español, puente Príncipe Amadeo Saboya Aosta) también conocido como Ponte Principe o Ponte PASA por sus siglas, es un puente que une Lungotevere dei Sangallo con Piazza Della Rovere en Roma (Italia), en los rioni de Ponte, Trastevere y Borgo.

## Descripción
El puente tiene 3 arcadas de ladrillo revestidas de mármol blanco. Entre las arcadas en los pilares tiene dos ojos con forma de arco de medio punto. Las arcadas dividen el Tíber en 3 brazos mediante 2 pilares provistos de tajamares.
Une la Basílica de San Giovanni dei Fiorentini y el inicio del Corso Vittorio Emanuele II con el túnel que lleva a Vía Aurelia por Via di Gregorio VII pasando por debajo de la colina del Janículo.

## Historia
El puente está dedicado al Príncipe Amadeo de Saboya-Aosta, virrey de Etiopía.
La construcción del puente fue confiada a la Compañía Stoelker, mientras que el diseño fue realizado por la Comuna de Roma.
El puente se completó en 1942, después de 34 meses y varias interrupciones.